# 罗国杰
罗国杰（1928年—2015年3月9日），男，河南内乡人，中国哲学家、伦理学家、教育家，新中国伦理学事业的奠基人，当代中国马克思主义伦理学开拓者，曾任中国人民大学教授、博士生导师。

## 生平
1949年毕业于同济大学行政法专业。1959年底中国人民大学哲学系毕业后留校任教，曾任哲学系主任、人大副校长、中国人民大学出版社社长，2009年聘任为中国人民大学首批九位荣誉一级教授。

## 学术贡献
发表20余部学术著作，100余篇论文。主编《伦理学》、《中国伦理学百科全书》、《马克思主义伦理学》等书，合编《伦理学教程》、《西方伦理思想史》等书。

## 荣誉
- 国家有突出贡献的中青年专家
- 享受国务院政府特殊津贴
- 吴玉章人文社会科学终身成就奖
- 中国人民大学荣誉一级教授

## 社会兼职
- 国务院学位委员会第二届学科评议组成员
- 中华人民共和国教育部社会科学委员会副主任委员
- 中华人民共和国教育部高校马克思主义理论课和思想品德课教学指导委员会主任
- 中国伦理学会二、三、四届会长[1]
- 中国伦理学会名誉会长
- 北京市伦理学会第一、二届会长